# فيسنتي أمور
فيسنتي أمور هو لاعب كرة قاعدة كوبي، ولد في 8 أغسطس 1932 في هافانا في كوبا.

## وصلات خارجية
- فيسنتي أمور على موقعبيزبول رفرنس.كوم (الدوري الرئيسي) (الإنجليزية)
- فيسنتي أمور على موقعبيزبول رفرنس.كوم (الدوري الثانوي) (الإنجليزية)
- فيسنتي أمور على موقع مشجعي الرسوم البيانية (الإنجليزية)